# 李昭仪 (明成祖)
李昭仪（1392年—1421年），朝鲜人，明成祖朱棣的妃嫔，恭安府判官李文命的女儿。

## 生平
永乐六年（1408年）十一月，宦官黄俨等人到朝鲜为明成祖选贡女。次年（1409年），又有数次筛选。共选得李氏、权氏、任氏、吕氏、崔氏五人，送入后宫。李氏时年十七岁（虚岁）:15—16，20。永乐七年（1409年）二月，明成祖册封妃嫔，李氏受封为昭仪。父亲李文命亦受官光禄少卿（秩四品）。
永乐十九年（1421年），后宫爆出牵涉多名妃嫔宫女的风化案鱼吕之乱，李氏等朝鲜妃嫔受到牵连，被明成祖抓去审问。同案的黄氏援引了许多其他人以求宽大，李氏凛然说道：‘等死耳，何引他人为？我当独死。’坚持不诬告一人，被处死。鱼吕之乱的历史真实性无定论。李昭仪或在明成祖逝世的永乐二十二年（1424年）时已死。永乐二十二年（1424年）十月十七日，朝鲜世宗在便殿宴慰赴京皇親。明朝使臣告之，韩丽妃等朝鲜贡女出身的妃嫔已殉葬。

## 衍生形象

### 電視劇
| 年份 | 劇名     | 演員 | 剧中称谓 |
| ---- | -------- | ---- | -------- |
| 2022 | 《尚食》 | 高洋 | 李昭儀   |